# East Atlantic Beach
East Atlantic Beach est une census-designated place du comté de Nassau, dans l'État de New York, aux États-Unis,. En 2020, elle compte une population de 210 habitants.